# Suitbert H. Siedl
Suitbert Siedl vom Hl. Johannes vom Kreuz OCD (lateinisch P. Suitbertus Siedl a Sancto Ioanne a Cruce; * als Heribert Siedl am 11. Februar 1923 in Wien; † 3. April 2006 in Graz) war ein österreichischer Unbeschuhter Karmelit, Universitätsprofessor und Esperantist.

## Leben
Nach der Reifeprüfung bat Siedl um Aufnahme bei den Zisterziensern im Stift Zwettl. Da sich Siedl aber mehr zu Kontemplation und Studien hingezogen fühlte, wechselte er den Orden und wurde 1940 Novize bei den Unbeschuhten Karmeliten in Graz. Nach der Aufhebung dieses Klosters durch die Nationalsozialisten kam er in die Ordensniederlassung in Linz. Es kam noch zu einem Beginn philosophischer Studien in Wien, bevor er zur Wehrmacht musste. In Frankreich kam er in US-Kriegsgefangenschaft. Die Ordensprofess war am 21. Dezember 1941 erfolgt; zum Priester geweiht wurde Siedl in Rom am 23. April 1950. Bis zum 20. Jänner 1985 war er Professor für Bibelstudien an der Universität Salzburg.
Seine Doktorarbeit (Graz) handelte über Ähnlichkeiten spiritueller Lehre im Johannesevangelium und in den Werken des Johannes vom Kreuz. Siedl verbrachte Spezialstudiensemester auch an der Universität Bonn und an der Universität Innsbruck (u. a. betreffend Archäologie und Altorientalische Philologie). Zu Studienzwecken verbrachte er geraume Zeit im Heiligen Land und durfte von 1960 bis 1962 an der Bar-Ilan-Universität Vorlesungen halten. Als junger Priester war er zudem Gymnasiallehrer für Latein und Altgriechisch. Siedl galt als polyglotte Person.
In Salzburg war er von 1962 bis 1975 Dozent; eine außerordentliche Professur für Altes Testament und Judaistik begann 1974. Das zeigte sich bei Siedls theologischem Ansatz. Denn wie schon bei Wasser in der Wüste. Der Glaube als menschliche Wirklichkeit (1971) rief Siedl auch bei seinem letzten Werk David. Dichter und König zum direkten Erleben biblischer Texte auf: Was Sie hier in Händen haben, ist eigentlich ein Vielfaches. Zunächst ist es die Geschichte von Menschen, von einzelnen Menschen und den oft ergreifenden Schicksalen ihres Lebens, die wir – ich meine damit den Leser und schließe mich selber mit ein – beim Lesen der folgenden Seiten erleben und miterleben dürfen. Dieses Erleben und Miterleben dessen, was den Betroffenen widerfahren ist, halte ich zum Verständnis dessen, worum es hier geht, für besonders wichtig.

## Engagement für Latein
Am 16. Juli 1989 gründete Siedl in Clearwater (Florida) die kirchlich anerkannte Vereinigung Familia Sancti Hieronymi, deren Mitglieder Latein als lebende Sprache pflegen und als Sprache der Kirche ehren. Man beruft sich dabei auch auf die apostolische Konstitution Veterum sapientia. Seit 1982 organisierte er oft Lateinwochen namens Feriae Latinae im Auftrag der vatikanischen Stiftung Latinitas: diese fanden in Österreich, Italien, Slowenien, Frankreich und den USA statt. Weiters arbeitete Siedl für das einsprachige Lateinwörterbuch Lexicon recentis latinitatis unter der Leitung von Karl Egger, das sich um die Modernisierung des Lateinwortschatzes (Neologismen) verdient machte. Er verarbeitete seine praktischen Erfahrungen zum Lateinsprechen u. a. im Sprachkurs Cursus linguae Latinae vivae.

## Esperanto in der Familie Siedl
Seine Mutter Christine Siedl war Übersetzerin für Esperanto und schuf die Esperantoversion der österreichischen Bundeshymne Land' de montoj, katedraloj. Sein Vater, der städtische Beamte Ludwig Siedl (1879–1975), hatte bereits als Soldat im Ersten Weltkrieg für die Friedenssprache Esperanto geworben und war viele Jahre aktiv tätig bei den katholischen Esperantisten AKLE bzw. bei IKUE. Heribert Siedl war ein sogenannter Esperanto-Muttersprachler, d. h. er wurde zweisprachig erzogen und schon beim Esperanto-Weltkongress 1924 in Wien als Teilnehmer gelistet.

## Werke (Auswahl)
- Qumran – Eine Mönchsgemeinde im Alten Bund, Bibliotheca Carmelitica, cura Facultatis Theologicae O. C. D. edita, Series II: Studia, Vol. 2, Rom (1963) Inhaltsverzeichnis
- "Malnova kaj Nova Testamentoj: pri diverseco kaj unueco de ambaŭ Testamentoj", in: Biblia Revuo, 6 (1970), S. 197–216
- Gedanken zum Tempussystem im Hebräischen und Akkadischen, Harrassowitz, Wiesbaden (1971)
- Wasser in der Wüste, Tyrolia, Innsbruck (1971)
- David: Dichter und König, Verlag LIT, 2. Auflage 2019, ISBN 978-3643509710
- (lateinischsprachige) Fachaufsätze und Rezensionen in den römischen "Ephemerides Carmeliticae"[18]